# 니퍼 (공구)

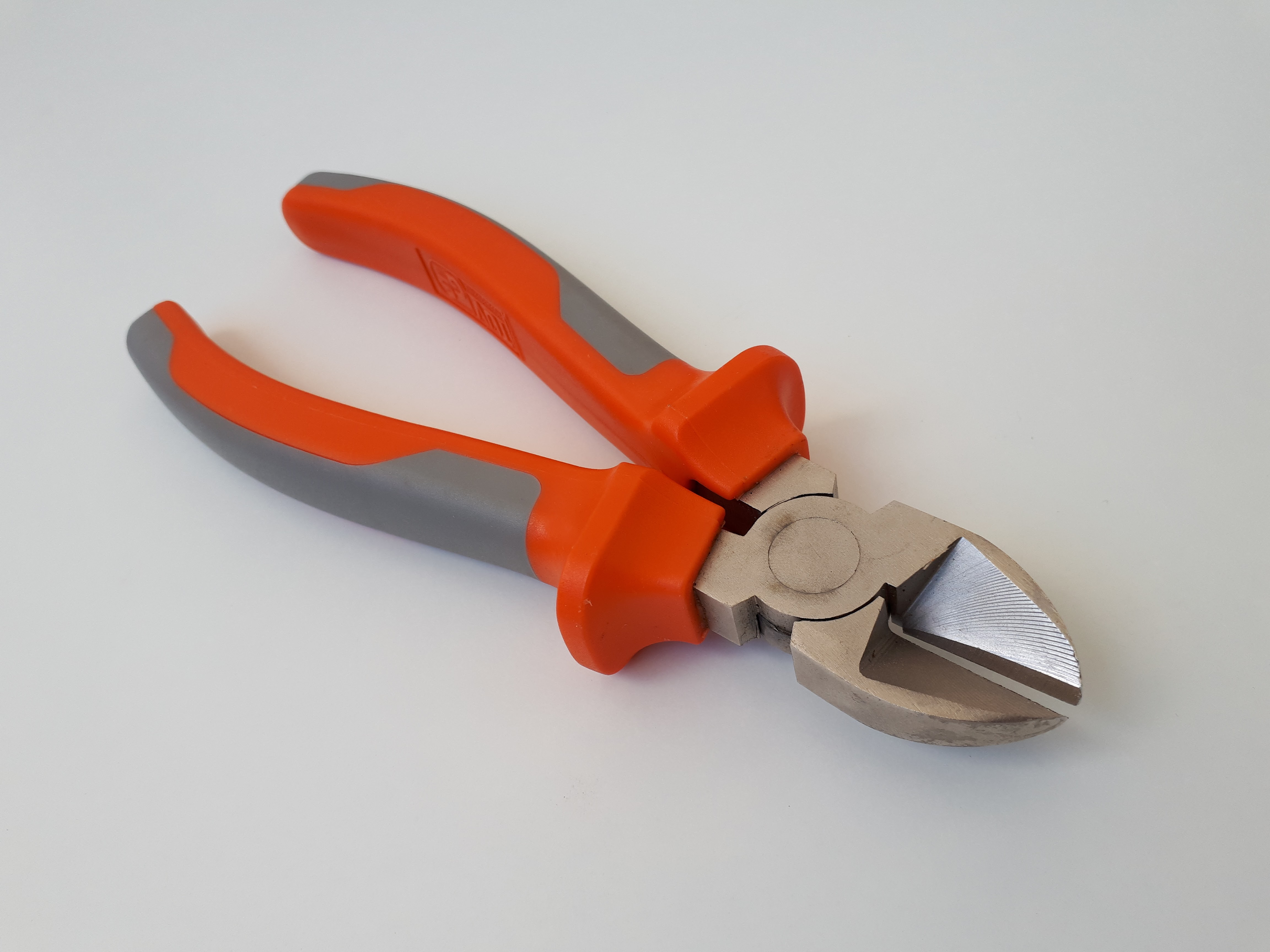
니퍼

니퍼(영어: nipper)는 주로 전선이나 선재를 절단하는 공구이다.

## 용도
니퍼는 구리, 황동, 철, 알루미늄 강철 와이어를 절단하는 데 유용하다. 싸구려 니퍼는 일반적으로 자르는 부분이 충분히 단단하지 않기 때문에 피아노 와이어와 같은 강화 강철 절단에는 적합하지 않다.
니퍼 중에서 속칭 '갓다'라 불리는 와이어 커터는 일반적인 니퍼보다 크기가 훨씬 크며 굵은 철사를 자르는 데 사용한다.